# We Can't Stop
«We Can't Stop» —en español: «No podemos parar»— es una canción interpretada por la cantante estadounidense Miley Cyrus, incluida en su cuarto álbum de estudio Bangerz, lanzado el 8 de octubre de 2013. La compañía discográfica RCA la publicó como el primer sencillo del disco el 3 de junio de 2013. Miley Cyrus, Ricky Walters, Pierre Ramon Slaughter, Timothy Thomas, Theron Thomas, Douglas Davis y Mike Will Made It la compusieron, mientras que este último la produjo. En un principio, se planeó que el tema fuese para Rihanna, sin embargo Cyrus la interpretó finalmente, ya que no fue elegida para formar parte del álbum Unapologetic. Una vez llegado a Cyrus, los compositores y el productor ajustaron la letra y el ritmo para encajar con la personalidad de Cyrus. La música fusiona elementos que se encuentran dentro de los géneros rhythm and blues, pop e hip hop.
En términos generales, «We Can't Stop» obtuvo reseñas positivas de los críticos musicales, al reconocerlo con una «melodía buena y pegadiza» y además de elogiar la voz de la cantante y la letra. «We Can't Stop» recibió un gran éxito comercial, pues alcanzó el puesto 1 en países como Nueva Zelanda, Reino Unido, Escocia e Indonesia, además alcanzó los diez primeros lugares en Estados Unidos, Austria, Israel, Canadá, Noruega, Australia, Países Bajos, Suecia, Sudáfrica, Irlanda, México, Líbano, España y Japón. En los Estados Unidos, ocupó el número 2 en el Billboard Hot 100, y se convirtió así en segundo sencillo de la cantante en lograr esa posición. En dicho país, hasta septiembre de 2013, la canción había vendido 2 281 000 descargas, y obtuvo la certificación de dos discos de platino por la Recording Industry Association of America (RIAA), finalmente fue certificado con el quintuplico disco de platino al vender más de cinco millones de copias en el país. Mientras que fue condecorado con tres discos de platino en Australia y Canadá, un disco de platino en Dinamarca, Suecia, Nueva Zelanda y un disco de oro en Reino Unido. Hasta el momento se conoce que las copias vendidas ascienden a más de 7 630 000 unidades.
El vídeo musical, dirigido por Diane Martel, aborda la temática de una fiesta juvenil. La trama se desarrolla principalmente en una casa y una alberca. El vídeo generó una polémica por su alto contenido sexual, siendo catalogado no apto para el público juvenil. Asimismo, ganó el Billboard Mid-Year Music Award al mejor vídeo musical en la entrega de 2013. Cyrus interpretó la pista en diversos programas de televisión, la presentación que causó un fuerte escándalo en los medios de comunicación fue la realizada en los MTV Video Music Awards 2013, catalogada por el público como muy «provocadora» y hasta «subida de tono». En noviembre de 2014, Ubisoft reveló que la canción aparecerá en Just Dance 2015.

## Antecedentes

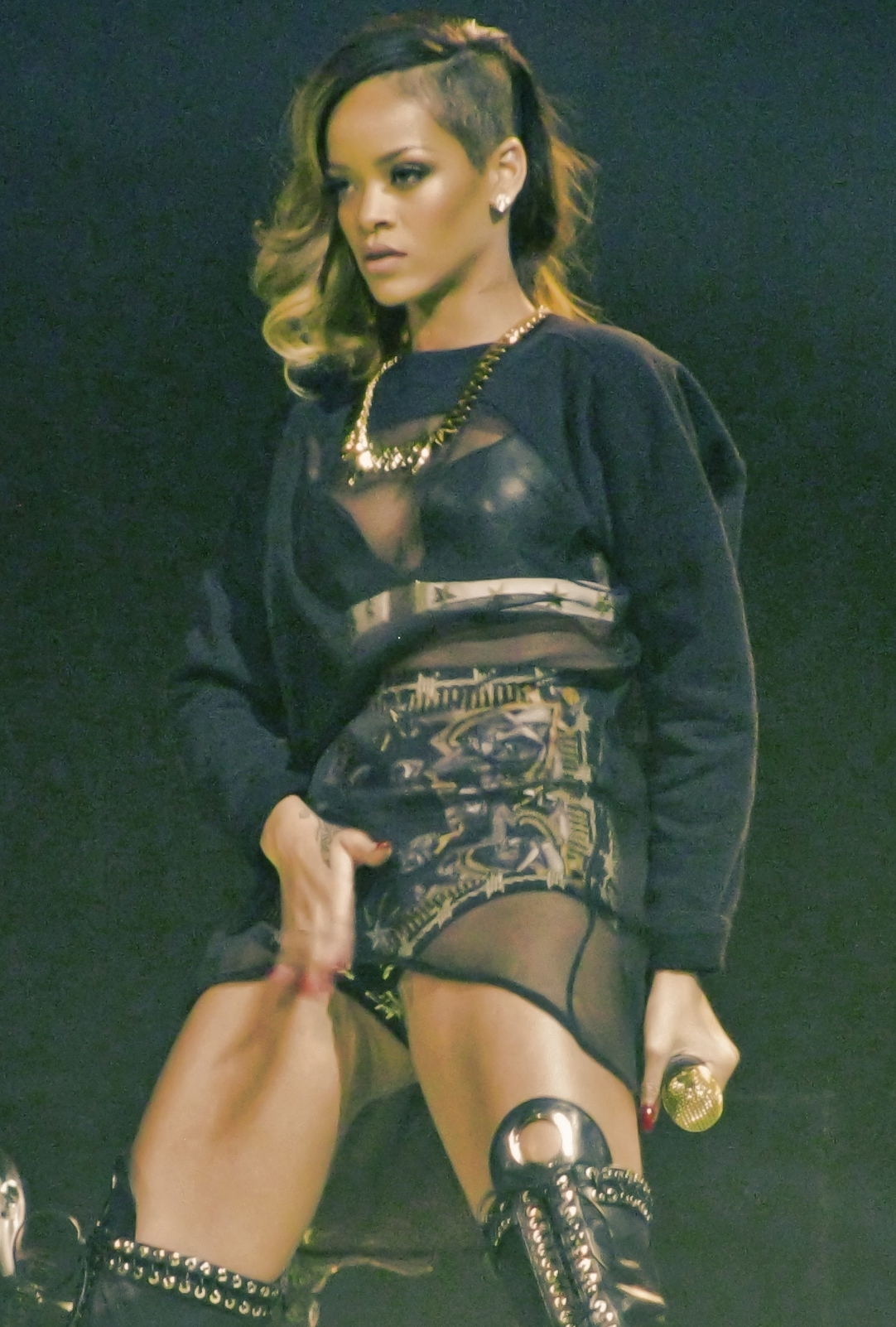
«We Can't Stop» originalmente iba a ser incluida en el séptimo álbum de estudio de Rihanna, Unapologetic.

Inicialmente, los autores compusieron «We Can't Stop» para la cantante barbadense Rihanna, con el fin de incluirla en su séptimo álbum de estudio Unapologetic, sin embargo, la cantante no la eligió. Al respecto, el productor Mike Will Made It comentó: «Cuando inicialmente trabajé en "We Can't Stop", la habíamos hecho para Rihanna. La idea era más hacia ella, escuchó "Pour It Up" y de inmediato la escogió sin ni siquiera haber escuchado "We Can't Stop"». Jason Lipshutz de Billboard sostuvo que «después de trabajar en el álbum de Rihanna, Mike Will Made It cambió su atención a Cyrus, y tanto Sony como él creyeron que la canción era perfecta para la estrella del pop». Mike comentó a MTV: «Nosotros la mezclamos por ella, le gustó [Cyrus], así que pensé que estábamos justo por noquear a un registro. Pero terminamos entrando a un buen ambiente. Ella es realmente fresca, una persona normal».
Cyrus anunció en la alfombra roja de los Billboard Music Awards 2013 que «We Can't Stop» sería el nuevo sencillo de su próximo álbum de estudio. Al respecto, mencionó:

«¡Estoy tan emocionada! Siento que puedo ser yo misma. Tengo más de una conexión de quién soy, y siento que puedo expresar eso ahora más en mi música. [...] Mike-WiLL [Made-It] y yo nos unimos, y realmente resultó ser solo perfecto y exactamente lo que quería, y es exactamente lo que quería mi primer sonido y mi primera mirada. Creo que es un mensaje importante para mí [y] para mis admiradores que no dejaron de esperar, así que es genial».

### Carátula

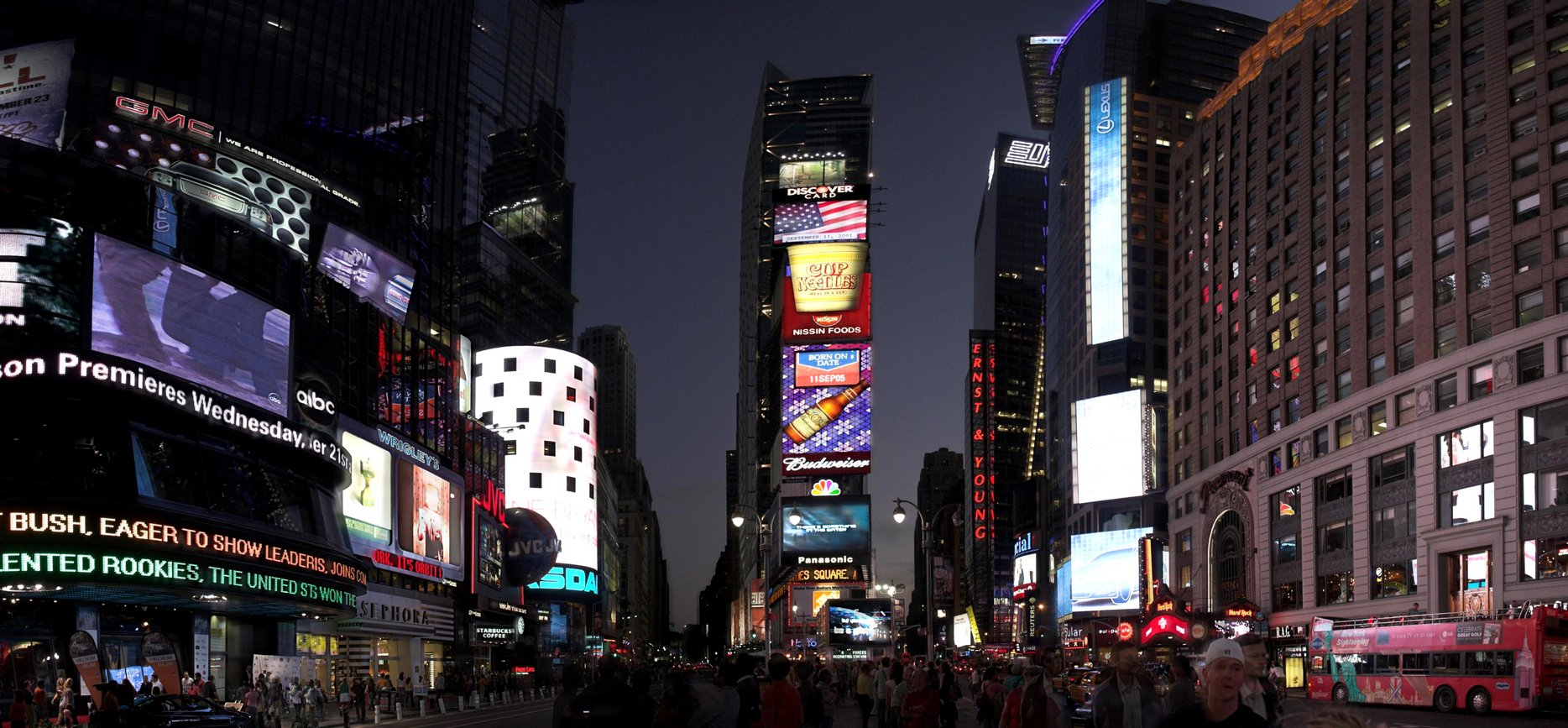
La portada de «We Can't Stop» fue revelada en una cartelera del Times Square, en Nueva York.

La carátula de «We Can't Stop» fue revelada el 28 de mayo de 2013 en una cartelera del Times Square, en la ciudad de Nueva York. También fue anunciada por parte de la cantante, mediante su cuenta de Twitter, al mismo tiempo de la publicación de la imagen, escribió: «¡Todo el mundo en Nueva York corran a Times Square y envíenme fotos de mi cartel!)».
Sam Lansky del blog de música Idolator comentó: «La princesa del pop acaba de publicar en Times Square esta tarde la portada de la pista. Algunos detalles destacables son la nueva letra (¡que me encanta!), el vaso rojo (¿por qué?), y el hecho de que ella no está ni siquiera en el mismo (¿eh?). Sí, alquiló un cartel para mostrar una imagen de una mano sosteniendo un vaso y con nuevas letras».

## Lanzamiento
| «Todos siempre me juzgan y dicen lo que quieren, pero mis fanáticos siempre han estado ahí para mí sin importar por lo que he pasado. Esta es una canción que habla de dónde estoy en mi vida ahora». ——Miley Cyrus en una entrevista concedida por la radio KIIS-FM de Ryan Seacrest. |

El 3 de junio, fecha de lanzamiento del sencillo, Cyrus se presentó en el programa radial de Ryan Seacrest, KIIS-FM, donde comentó parte de «We Can't Stop». Asimismo, habló de cómo sería su próximo álbum: «Estoy muy contenta con mi disco, porque siento que tengo muchas opciones para los sencillos. Es como una película. Es una historia de lo que yo he estado pasando por los últimos dos años». Antes de reproducir la canción Cyrus comentó «Ryan, estoy un poco contenta de que no estés aquí porque tengo que apretar el botón, [...] ¡Eso es muy emocionante!». Durante la entrevista comentó que su disco está terminado y siente que tiene muchas opciones para nuevos sencillos. Además dijo que realizaría un Radio Tour por las principales estaciones de radio del país: «Con suerte estoy de gira lo antes posible. Me voy en un radio tour en este momento para... reproducir mi canción». La primera fecha del Radio Tour fue el 14 de junio de 2013, donde presentó la canción en la estación Chicago's B96 y realizó una entrevista en el programa The J Show.

## Descripción

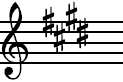
La canción está compuesta en la tonalidad de mi mayor.

Miley Cyrus, Mike Will Made It, Ricky Walters, Pierre Ramon Slaughter, Timothy Thomas, Theron Thomas y Douglas Davis compusieron «We Can't Stop», mientras que el primero la produjo. Es una canción perteneciente a los géneros rhythm and blues,  hip hop y pop. El sitio web Lareputada.com notó que la primera estrofa y el primer estribillo recuerdan un poco a «No One» de Alicia Keys. Jason Lipshutz de Billboard comentó que «We Can't Stop» es un «himno minimalista de rhythm and blues». Keith Murphy de Vibe la describió como una melodía «que es cortada desde el mismo no amenazador trapo como el éxito "Party in the U.S.A.", pero encaja con la actitud fuck yeah de Rihanna». De acuerdo con la partitura publicada por Faber Music en el sitio web Musicnotes, «We Can't Stop» está compuesta en la tonalidad de mi mayor. El registro vocal se extiende desde la nota sol#3 hasta la fa#5. Su letra habla de la celebración que uno debe tener con la vida.

## Recepción crítica
Diego Feijoo de Cromosoma X señaló que era una melodía pegadiza, aunque notó que la introducción «se hace bastante». Diego Palos de la revista Vértigo comparó el ritmo con «You Da One» de Rihanna, y comentó: «Probablemente no se convierta en la canción de verano, pero sí logra apuntar la dirección hacia donde ahora se dirige su música. Miley viene con todo y nadie podrá frenarla». Sin embargo, Direct Lyrics le otorgó una reseña negativa, al comentar que «este no es un típico sencillo "instantáneo". Miley está tomando serios riesgos con esta canción, y me sorprende que RCA Records aprobara este género "más urbano que pop"». Asimismo, criticó la producción y la letra del tema. Finalizó su crítica: «Es un desastre. ¿3 años de larga espera para esto? ¿En serio Miley?». La Estrella también calificó de forma negativa a la canción y comentó: «Abusa de un sonido soso y repetitivo que la dejan lejos del gran sencillo que tendría que haber sido». Keith Murphy de Vibe afirmó que el verdadero logro de «We Can't Stop» es que «este experimento de cruce de géneros es realmente divertido». Bill Lamb de About.com le otorgó una buena reseña, con cuatro estrellas y media de cinco. Asimismo, describió la letra como desafiante, felicitó la voz madura de Cyrus y elogió el sonido «único entre éxitos pop actuales». Sin embargo, también lo sintió cohibido. Por último, comentó: «Suena y se siente como ninguna otra canción en nuestra lista de reproducción. La razón es que el borde melancólico natural en la voz elevada de Cyrus se utiliza para perfeccionar el efecto en este himno desafiante de su generación. Aquí suena fuerte e independiente, pero también suena un poco cansada». Jon Dolan de la revista Rolling Stone le otorgó dos estrellas de cinco, y comentó que es «un himno de fiesta de estruendo» y reconoce que es «adorable», pero «todavía hay demasiado Disney en su voz para llenar la pista», además, lo describió como «una forma extraña para cualquier cantante». El 5 de diciembre, la revista Rolling Stone publicó su lista anual de las 100 mejores canciones del 2013, en dicha lista la canción aparece en el puesto catorce, por encima de las canciones «Roar» y «Do What U Want» de Katy Perry y Lady Gaga respectivamente. En la reseña de la canción, el editor de la revista describe a la canción como un himno de fiesta que se va poniendo raro con forme avanza, pero al mismo tiempo mejor, el editor comentó: «su coro se vuelve más desafiante, su melodía como púrpura neblina se vuelve más oscuro y envolvente».
«We Can't Stop» fue elegida la mejor canción del 2013 por las revistas musicales Rolling Stone y Billboard. Billboard comentó lo siguiente del tema: «Tal vez los libros de historia recordarán el "twerking" y la lengua-despliegue del vídeo musical, pero «We Can't Stop», fue una de las opciones musicales más audaces en la historia reciente, y el riesgo valió la pena enormemente. Desde el momento del golpe de Mike-It Made con una llamada atornilladas de "Es nuestra fiesta, podemos hacer lo que queremos" Cyrus quemó su imagen aprobada por Disney bajo la llama más caliente del año». En enero de 2015, Billboard nombró al tema como uno de los mejores de la década, colocando la canción en la sexta posición de las veinte elegidas por la revista. En la reseña el magazine estadounidense se comentó que Cyrus ha conseguido evolucionar como estrella adolescente a una etapa más adulta, y esperan seguir viendo hacia donde se dirigirá su carrera en el futuro. Asimismo, en un artículo publicado en 2015 por The Guardian, la canción fue calificada como una de las 10 mejores de la discografía de la cantante. Del mismo modo, el medio Pitchfork, en agosto de 2017, posicionó a "We Can't Stop" en la posición 131 en su lista de las 200 grabaciones de la década, comprendiendo un periodo de tiempo desde 2010 hasta ese momento.

## Recepción comercial

En Estados Unidos, «We Can't Stop» se convirtió en el tercer éxito top 5 de Miley Cyrus en la Billboard Hot 100, el ranking semanal de canciones más importante del país.

Tras el lanzamiento de «We Can't Stop», logró un notable éxito en las listas de iTunes, pues estuvo en las cinco primeras canciones más descargadas. Al respecto, Cyrus comentó en su cuenta de Twitter: «Somos el número cinco en el top de descargas digitales, vamos a por el número uno». No obstante, horas después del mensaje de la cantante, «We Can't Stop» alcanzó la cima de iTunes en Argentina, Azerbaiyán, Brasil, Chile, Chipre, Colombia, El Salvador, Eslovenia,  Estados Unidos, Guatemala, Paraguay, Perú, Suecia, Venezuela y Vietnam. En Irlanda, la canción debutó en la posición treinta y dos, el 6 de junio de 2013, mientras que en los Países Bajos, entró el 8 del mismo mes, en el número cincuenta y cuatro.
Estados Unidos

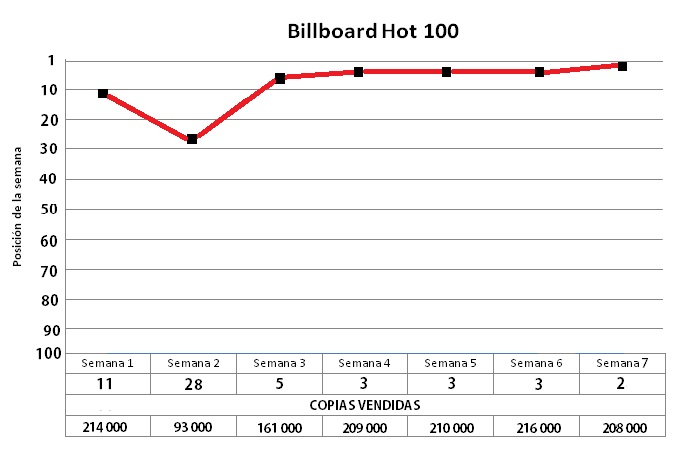
Trascendencia de «We Can't Stop» en la lista Hot 100 de Billboard.

En los Estados Unidos, el mercado de música más grande a nivel mundial, tras su primera semana de lanzamiento, la revista Billboard informó que «We Can't Stop» había vendido 214 000 copias, por lo que debutó en el puesto once de la lista Hot 100, donde se convirtió en el noveno sencillo de la cantante en lograr entrar a dicha lista, además debutó en el puesto número treinta y siete de la lista Pop Songs. En la segunda semana del lanzamiento hubo una caída en las ventas, ya que vendió 93 000 copias, bajando de posición en el número veintiocho de la lista Hot 100, pero en la tercera semana gracias al lanzamiento del video musical, la canción se recuperó vendiendo 161 000 copias en la semana, logrando subir al puesto cinco en la lista Hot 100, donde se convirtió en la séptima canción de Cyrus en entrar al Top 10 de dicha lista, después de «See You Again», «7 Things», «He Could Be The One»,  «The Climb», «Party in the U.S.A.» y «Can't Be Tamed». En la cuarta semana las ventas crecieron en un 30%, y logró colocarse en el puesto dos de la lista Digital Songs y en el puesto tres de la lista Hot 100, al vender 209 000 copias, únicamente superado por los sencillos Blurred Lines y Get Lucky de Robin Thicke y Daft Punk, respectivamente. Así mismo la canción logró colocarse en el puesto veinticuatro de la lista Pop Songs. En la quinta semana las ventas crecieron en un 1%, logrando vender 210 000 copias y mantenerse en el puesto dos de la lista Digital Songs y en el puesto tres de la lista Hot 100. En la sexta semana la canción logró subir sus ventas un 6%, vendiendo un total de 216 000. La canción se mantuvo en el puesto tres de la lista Hot 100, en el número dos en la lista Digital Songs de Billboard, y logró subir al puesto dieciséis en la lista Pop Songs. Al finalizar la sexta semana, el sencillo ya había acumulado ventas que superaban 1 103 000 de copias, solo en el territorio de los Estados Unidos, logrando la certificación platino por Recording Industry Association of America (RIAA). En la séptima semana la canción bajo sus ventas en un 3%, logrando vender 208 000 copias, y manteniéndose en el puesto dos de Digital Songs, pero logrando subir al puesto dos de Hot 100. En la octava semana, la canción vendió 190 973 copias, esto provocó su caída al puesto tres de las listas Hot 100 y Digital Songs. Al finalizar esta semana el sencillo ya había acumulado un total de 1 501 682 copias vendidas. En la novena semana, la canción únicamente vendió 173 000 copias, logrado subir al puesto dos de las listas Hot 100, y Digital Songs. Así mismo se mantuvo en su séptima semana en el puesto uno de la lista Streaming Songs. Al finalizar la semana, el sencillo ya había acumulado ventas que superaban 1 675 000 de copias vendidas. En la décima semana, el sencillo bajo sus ventas, logrando vender 158 000 copias, esto provocó su caída al puesto tres de la lista Digital Songs, pero manteniéndose en el puesto dos por segunda semana en la lista Hot 100. Además se mantuvo en el puesto número uno de Streaming Songs por octava semana consecutiva. Al finalizar la semana, el sencillo ya había acumulado ventas que superaban 1 833 000 de copias vendidas. En la decimoprimera semana de lanzamiento, la canción logró vender 148 000 copias. Esto provocó que en la lista Digital Songs cayera del puesto tres al seis. Así mismo en la lista Hot 100 bajo su posición del dos al tres, por el debut de la canción Roar de Katy Perry. Sin embargo el sencillo subió de posición en la lista Radio Songs del lugar veintidós al dieciocho, debutó en el puesto cuarenta y cuatro de la lista Dance/Club Play Songs, y se mantuvo por novena semana consecutiva en el puesto número uno de la lista Streaming Songs. Al finalizar la semana, el sencillo ya había acumulado ventas que superaban 1 981 000 de copias vendidas. En la duodécima semana, la canción logró entrar en el top 10 de la lista Pop Songs, con la posición nueve, convirtiéndose en la cuarta canción que ingresa al Top 10 de dicha lista. En esta semana la canción logró vender más de 143 000 copias, esto provocó que su posición bajara al puesto siete de la lista Digital Songs, pero gracias a su promoción en radio y televisión se mantuvo en el puesto tres de la lista Hot 100, y en el puesto uno de Streaming Songs por décima semana consecutiva. Al finalizar la semana la canción había acumulado ventas de más de 2 124 000 copias, logrando la certificación doble platino por Recording Industry Association of America (RIAA). Para entonces era el cuarto sencillo más vendido de Cyrus, después de «Party in the U.S.A.», «The Climb» y «See You Again», respectivamente. Al finalizar la decimotercer semana, la canción reportó ventas de más de 157 000 copias, aunque las ventas aumentaron con respecto a la semana anterior, las ventas de los sencillos «Berzerk» y «Roar» de Eminem y Katy Perry respectivamente, impidieron que la canción se mantuviera en su posición, esto provocó que la canción bajara de posición del número siete al nueve en la lista Digital Songs, y del puesto tres al cuatro en la lista Hot 100. Además la revista Billboard y Nielsen SoundScan, reportaron que la canción superaba las 2 281 000 de copias vendidas. La semana del 16 de octubre, Nielsen SoundScan reportó que la canción había acumulado ventas superiores a las 2 652 000 copias vendidas solamente en Estados Unidos. El 25 de octubre la canción ocupó el puesto veintinueve en la lista Digital Songs con ventas superiores a las 42 417 copias, dando un total de 2 694 120 copias vendidas en este país. El 28 de noviembre, Nielsen SoundScan reportó que la canción había acumulado ventas superiores a las 2 831 000 copias vendidas solamente en este país. Finalmente fue certificado con el quintuplico disco de platino al vender más de cinco millones de copias en el país.
Reino Unido

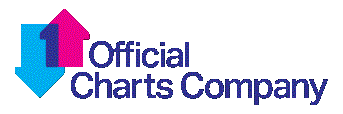
En Reino Unido, «We Can't Stop» se convirtió en el primer sencillo de Miley Cyrus en alcanzar el puesto uno en la lista Official UK Singles.

En los Reino Unido, uno de los mercados de música más grande a nivel mundial, tras su primera semana de lanzamiento, The Official UK Charts Company informó que «We Can't Stop» había vendido 128 000 copias, por lo que debutó en el puesto uno de las listas Official UK Singles y Digital Charts, donde se convirtió en el primer sencillo de la cantante en lograr la máxima posición en este país, sus anteriores sencillos «Party in the U.S.A.», «See You Again» y «The Climb» únicamente habían logrado alcanzar el puesto once en dichas listas. De acuerdo a The Official UK Charts Company, «We Can't Stop» logró destronar al sencillo de Avicii «Wake Me Up!», quien se mantuvo en el puesto uno por tres semanas consecutivas. En la segunda semana de estreno en Reino Unido, la canción cayó al puesto tres de la lista Official UK Singles, superado por el sencillo «Burn» de la cantante Ellie Goulding y por «Wake Me Up!» de Avicii. Gracias a las altas ventas del sencillo en Reino Unido, después de cuatro semanas de su estreno en este país, fue certificado plata por la Industria Fonográfica Británica, por lograr alcanzar ventas que rebasaron las 200 000 copias. En el mes de octubre el sencillo fue certificado oro por lograr vender más de las 400 000 copias.

## Vídeo musical

### Grabación

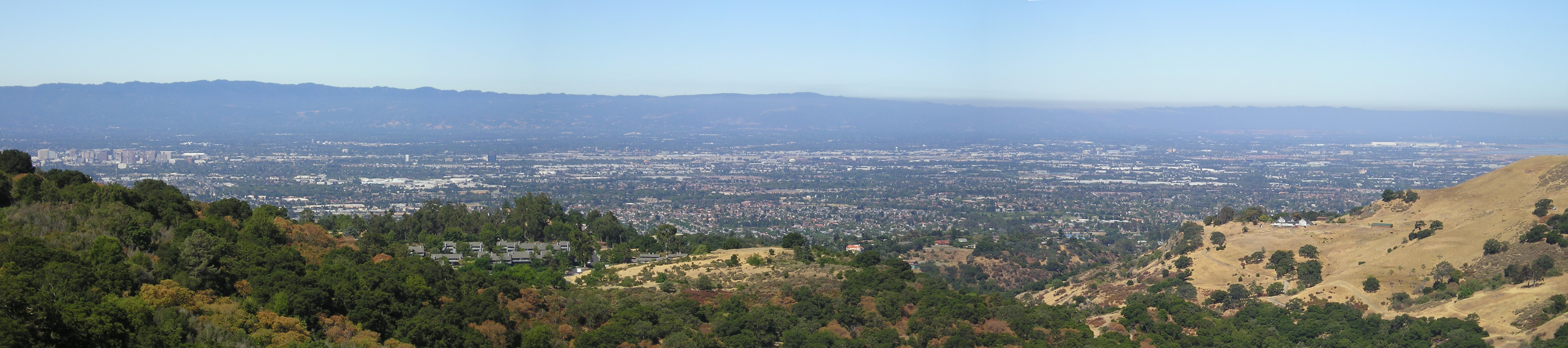
Cyrus rodó partes del vídeo musical en Silicon Valley, bajo la dirección de Diane Martel.

El vídeo fue grabado en la última semana del mes de mayo en Los Ángeles y Silicon Valley en California, bajo la dirección de Diane Martel, quien había trabajado con artistas como Christina Aguilera, Britney Spears, Alicia Keys y Beyoncé. En la entrevista que concedió al programa de Ryan Seacrest, Cyrus comentó que el vídeo fue rodado en tres días. Además en una entrevista realizada por Billboard la cantante declaró: «Siento que puedo ser yo misma en este vídeo, realmente tengo más de una conexión con quien soy, y siento que me puedo expresar tal vez más en mi música ahora». El productor de la canción, Mike Will Made It, comentó a MTV cómo fue la grabación del vídeo: «Miley ya tenía su idea de cómo quería que su vídeo fuese. Muchos artistas tienen muchos límites en la forma en que se graban sus vídeos; ellos solo quieren hacer ciertas cosas. Pero es joven, tiene 20 años. Es dulce, por lo que sólo se divierte en el set». La directora del vídeo, Diane Martel, comentó a Celebuzz que conoció a Cyrus a través de un amigo mutuo y colaborador, Pharrell Williams, además, comentó que «él creía que íbamos a llevarnos bien. Hablamos de amor y la alegría de noches sin dormir que pasamos con un grupo de amigos». Respecto al mensaje que transmite el vídeo comentó:

«Creo que el mensaje indirecto es ser libre. Me gusta la idea de que un icono pop estadounidense pueda tener imágenes surrealistas en su vídeo. Miley tiene una mente muy abierta y, al igual que los niños encantadores que nacen con el Internet como sus compañeros, ella tiene una gran cantidad de referencias para jugar. Hablábamos al principio de la intimidad entre amigos, pero creo que el vídeo es más acerca de su intimidad con su público. Es muy juguetona y tonta en el vídeo. No es seria y grosera como otros cantantes».

Respecto al rodaje, en una entrevista realizada en el The Kyle and Jackie O Show, Cyrus afirmó: «Estoy esperando para que todos vean nuestro vídeo musical, porque creo que es sin duda la mejor fiesta que he tenido y es por eso que quiero que todos vean "We Can't Stop" que estará saliendo súper pronto, como que estoy trabajando cada día en esto, justo estamos terminando la edición ahora. Se parece a una loca sesión de fotos de alta costura, pero con rasgos de Project X, es la fiesta más loca en la que he estado. Tenemos twerkin con osos de peluche, todas las cosas locas que nos ponen en on».

### Estreno y recepción
| «Se trata de un clip de una exreina del tween en medio de su imagen de niña buena y es obligado a levantar algunas cejas. Escandaloso, sexualizado y estridente, una fiesta llena de sentimientos abundantes. [...] "We Can't Stop" es un diseño propio de la declaración de independencia, firmada primero por Madonna en la década de 1980, y varias estrellas del pop han ido añadiendo sus firmas desde entonces». ——Fragmento de la reseña de MTV escrita por James Montgomery. |

El vídeo fue estrenado en el canal oficial de Cyrus de VEVO a través de su cuenta oficial del sitio web YouTube, el 19 de junio de 2013. Sus escenas muestran a Miley bailando twerking en una fiesta junto con amigos, una breve aparición del rapero Snoop Lion y del productor Mike Will Made It, osos de peluche atados en las espaldas de las bailarinas, humo disparando desde la entrepierna de un hombre, un poco de lucha libre femenina, una calavera hecha de papas fritas (creada por el artista Christopher Chiappa), una piñata llena de porros, y al final del vídeo, Cyrus abraza y besa un torso masculino en un sofá. El periódico Milenio destacó que «Cyrus aparece vestida de blanco con diminutos atuendos, que dejan ver su silueta mientras se mueve sensualmente, [...] la joven baila en ropa interior y coquetea con chicas». La directora, Diane Martel, comentó en una entrevista el significado y algunas dudas de los elementos que aparecen en el vídeo. Explicó que en realidad no son perros calientes los que caen de la piñata, sino porros, además comentó que la muñeca Barbie es una referencia a una extraña foto de Helmut Newton, y por último declaró que el pan, el dinero, el corte de dedos y las imágenes proyectadas «provienen de las esquinas de mi mente».

El vídeo tuvo gran impacto en el sitio web VEVO, al llegar a romper el récord de mayor número de reproducciones en 24 horas, el récord de mayor número de reproducciones en 24 horas por una mujer, y el récord del vídeo más rápido en lograr la certificación VEVO.

El vídeo recibió por lo general buenas críticas; Jason Lipshutz de la revista Billboard comentó sobre la actuación de Cyrus: «si había alguna duda de que "Miley Cyrus era una teenybopper adorable" es cosa del pasado, el vídeo musical de "We Can't Stop" pone esa duda a descansar». Asimismo, lo describió como «fantásticamente desquiciado y con un objetivo de presionar botones». El sitio web Adictivoz indicó que el vídeo contiene «un ciento de cosas que te harán voltear la cabeza por determinados segundos pero que no son más que puras e inocentes jugarretas». Dijo que «la Miley dócil y cándida ya no está así. No se molesten en buscarla». Diversos críticos compararon el vídeo con otros trabajos de otros artistas, como James Montgomery de MTV, quien dijo que «esta idea también podría explicar porqué se recuerda vídeos clásicos como "Dirrty" de Christina Aguilera y "Criminal" de Fiona Apple, por no mencionar el exceso de color caramelo de cineastas como Harmony Korine y Gregg Araki», así mismo Jason Lipshutz de Billboard lo comparó con el video de «I'm a Slave 4 U» de Britney Spears (2001), al señalar que ambos simbolizaron el término de una transición de niña a mujer, y Jeremy Cabalona de Mashable, que sostuvo que «el vídeo es una especie de mashup extremo entre un vídeo de Sky Ferreira y el de "Just Dance" de Lady Gaga, infundida la nueva imagen de Miley (twerking incluido)», y Gregory DelliCarpini Jr. de Billboard, que dijo: «Al igual que Rihanna en su vídeo "We Found Love", Miley trabaja en frente de una proyección abstracta, mientras rockea con un mameluco de mezclilla y camiseta sin mangas». Un día después del estreno, el vídeo musical rompió el récord de mayor número de reproducciones en 24 horas, con 10,7 millones de visitas, así lo dio a conocer el canal VEVO y la compañía discográfica RCA Records en sus cuentas de Twitter el 25 de junio de 2013. El récord anterior estaba en manos de Justin Bieber, con el vídeo de «Beauty and a Beat», que alcanzó en las veinticuatro horas desde su estreno, 10,6 millones de visitas. Asimismo rompió el récord de mayor número de reproducciones en 24 horas por una mujer, el cual estaba en manos de Rihanna, con el vídeo «Where Have You Been», que alcanzó en las veinticuatro horas desde su estreno, 4,8 millones de visitas. Sin embargo, el 23 de julio de 2013, la boy band One Direction rompió el récord con el videoclip de «Best Song Ever», que obtuvo 12,3 millones de visitas. El video fue incluido en la lista de los mejores videos musicales de mitad de año por la revista Time. Melissa Locker de dicha revista comentó que «el video se siente como un capítulo adicional a la película de Harmony Korine, Spring Breakers», además lo describe como «extraño, atractivo y valiente, y aun así decididamente una canción pop». El 17 de julio de 2013, el video musical de la canción fue nominado a tres premios MTV Video Music Awards en la categorías mejor video femenino, mejor video de pop y mejor montaje. El 26 de julio de 2013, el video musical logró un récord más, obteniendo el título del video más rápido en lograr la certificación VEVO, con más de 100 millones de reproducciones, con tan solo 37 días desde su estreno. Al respecto Cyrus comentó en su cuenta de Twitter: «Oh mi Dios!,lo hicimos!, rompimos el récord VEVO! 100 millones de visitas en 37 días hijos de ****! Director's Cut muy pronto!». La segunda versión se denominó «We Can't Stop (Director's Cut)»,  se estrenó el lunes 29 de julio de 2013, en la cuenta oficial de la cantante en VEVO, que actualmente cuenta con 52 millones de reproduciones. El vídeo original junto al Director's Cut y al audio llevan  hasta el momento más de 858 millones de reproducciones en la cuenta oficial de Cyrus en VEVO.

### Publicidad
El video musical de «We Can't Stop» incorporó algunas escenas destinadas a hacer publicidad a algunos productos importantes. Ello, de una manera mucho más pronunciada que en videos musicales anteriores de Miley Cyrus, como «Can't Be Tamed» y «Who Owns My Heart», los cuales también incorporaron escenas destinadas a realizar dicho tipo de publicidad. Por su parte, en el video musical de «We Can't Stop» fueron publicitados los altavoces de la marca Beats Electronics, incorporados con el sistema Dre, los bálsamos labiales de la marca Eos, las gafas de sol tipo Cat Eye de la marca Tom Ford Nastasya, y el traje de baño de la marca Dope.

## Presentaciones en directo

Cyrus presentó «We Can't Stop» en los MTV Video Music Awards 2013.

La primera presentación del sencillo «We Can't Stop» fue hecha en el programa de Jimmy Kimmel Live!, mediante un mini-concierto realizado el día 25 de junio de 2013, transmitido por televisión a las 11:35 p. m. ET. Al respecto, el eje del repertorio homólogo de ésta lo conformó tres canciones, dos de Cyrus y una junto con el cantante will.i.am: «We Can't Stop» en la apertura; «Fall Down» en el intermedio; y «Party in the U.S.A.» al cierre. Dicha presentación fue vista por algunos espectadores, grabadas por el programa y transmitidas en su horario nocturno en el canal ABC. El miércoles 26 de junio de 2013, Cyrus realizó una presentación en Times Square, en la ciudad estadounidense Nueva York, donde volvió a interpretar a «We Can't Stop» y «Fall Down» con will.i.am, como parte del repertorio. La presentación fue transmitida en vivo, a través del matinal Good Morning America de la cadena ABC. El viernes 28 de junio de 2013, Cyrus realizó una presentación en Mackapalooza Pool Party, en la ciudad de Miami, donde volvió a interpretar a «We Can't Stop».
El 25 de agosto de 2013, Cyrus se presentó en los premios MTV Video Music Awards, en el Barclays Center (Brooklyn). Esta fue la primera vez que subiría al escenario de una premiación promocionando un sencillo desde su presentación en los MTV Europe Music Awards 2010 con «Who Owns My Heart». Para su presentación Cyrus interpretó «We Can't Stop» y «Blurred Lines» junto con el cantante Robin Thicke. Su actuación fue la más comentada y criticada de los premios, ya que fue muy «provocadora» al bailar twerk con osos de peluche y con sus bailarinas. Además el canal MTV censuró algunas partes de «We Can't Stop» donde Cyrus habla de éxtasis y de la cocaína. A pesar de las malas críticas hacia la actuación de la cantante, la presentación de Cyrus logró romper un récord al alcanzar más de 306 000 tuits por minuto, rompiendo así el récord que había alcanzado Beyoncé durante su presentación en el Superbowl de 2013. Rob Sheffield de la reconocida revista Rolling Stone publicó una crítica hacia la presentación de Cyrus en los MTV Video Music Awards 2013, titulada Es Miley Perra! La lengua que se lamió el mundo. En el artículo elogia la actuación de la cantante y comenta: «Miley fue la única estrella que realmente entendió de que tratan los MTV Video Music Awards. [...] Miley se robó la noche, por lo que el país aún se encuentra todavía en recuperación hoy, Gracias Miley...». En julio de 2017 la revista Billboard consideró la actuación como uno de los momentos que macaron la década.
En septiembre de 2013, Cyrus se embarcó en una gira por los principales programas de televisión de Europa, para promocionar el primer sencillo de su álbum Bangerz. La primera presentación de esta gira fue el 7 de septiembre en Alemania, en donde Cyrus interpretó la canción en el programa Schlag den Raab. La segunda presentación fue el 9 de septiembre de 2013 en Francia, en donde la cantante concedió una entrevista al programa Le Grand Journal, e interpretó la canción. La última fecha de esta gira fue el 12 de septiembre de 2013 en Reino Unido, en donde Cyrus interpretó la canción junto a su banda, además concedió una entrevista en el programa Alan Carr: Chatty Man. El 21 de septiembre de 2013, Cyrus se presentó en el iHeartRadio Music Festival de Las Vegas, donde interpretó «We Can't Stop», «Party in the U.S.A.», «Look What They've Done To My Song» de la cantante Melanie Safka, y «Wrecking Ball».

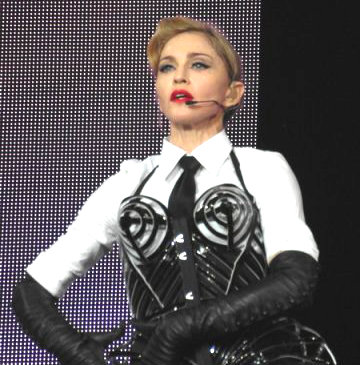
La Reina del Pop, Madonna, hizo un "mashup" en el concierto acústico de Cyrus en MTV Unplugged.

El 5 de octubre de 2013, Cyrus fue invitada al programa de televisión Saturday Night Live en donde interpretó «Wrecking Ball» con una camiseta holgada con la leyenda Poison, haciendo referencia a la banda. Luego apareció con un vestido con capucha blanco con transparencia para interpretar una versión acústica de «We Can't Stop». El 7 de octubre de 2013, Cyrus se presentó en Today Show, ella utilizó una camiseta blanca y mini-short del mismo color. El repertorio de canciones estuvo conformado por «We Can't Stop», «Wrecking Ball» y una versión renovada de «Party in the U.S.A.».  El 8 de octubre, la cantante interpretó nuevamente la canción y «Wrecking Ball» en el programa de televisión Late Night with Jimmy Fallon. Cyrus cantó «We Can't Stop» en versión a capela junto al grupo de rap The Roots. El 10 de noviembre, la cantante interpretó la canción para abrir los premios MTV Europe Music Awards 2013, la temática del presentación estaba basada en el espacio exterior y extraterrestres. El 6 de diciembre de 2013, Cyrus realizó su primera presentación del Jingle Ball National Tour, en el cual interpretó «We Can't Stop», junto con las canciones «Wrecking Ball», «Party in the U.S.A.», «Adore You», «#GETITRIGHT» y una versión de «Summertime Sadness» de Lana Del Rey en Los Ángeles.
En 2014, Cyrus realizó un concierto acústico en MTV Unplugged, donde realizó un dueto calificado como "legendario" con la Reina del Pop Madonna. Ambas cantantes iban vestidas de vaqueras e interpretaron un "mashup" de sus éxitos «We Can't Stop» y «Don't Tell Me».
Cyrus interpretó la canción en la gira Bangerz Tour de 2014. Durante la actuación, Cyrus usó un body blanco y jugaba con diversos objetos que el público le regalaba, además, a la mitad de la canción aparecen bailarinas disfrazadas de dedos de espuma y de encendedores y una bailarina con un traje blanco y un cono en la cabeza. Cyrus volvió a interpretar la canción el 9 de mayo de 2014 en el mini-show que realizó en el club londinense G-A-Y. Cyrus volvió a ínterpretar la canción durante el festival musical, el 21 de junio de 2014, Summertime Ball en el Estadio Wembley, Londres, delante de 80.000 personas. En octubre de 2014, aprovechando su estancia en Australia por su gira mundial, Cyrus realizó una presentación especial por el programa matutino Sunrise, frente a la Ópera de Sídney, donde interpretó sus sencillos «Wrecking Ball» y «We Can't Stop», además de dos versiones, por una parte «I’ll Take Care Of You» de Etta James y por otra parte, «The Scientist» de Coldplay.
El 19 de marzo de 2015 Cyrus junto con el productor de la canción, Mike Will Made It, interpretaron el tema durante el festival South by Southwest en Austin (Texas), acompañados de 20 raperos, siendo Miley la única mujer en presentarse en el escenario. La cantante volvió a interpretar la canción durante el concierto benéfico "No Adult Swim Party" en Nueva York, esta vez con una estética de mariposa en mayo de 2015. La cantante volvió a interpretar la versión acústica de la canción durante el evento solidario contra el alzheimer, organizado por James Franco, Hilarity For Charity el 17 de octubre de 2015 en Hollywood. La canción fue interpretada como número de cierre de la mini-gira de conciertos de Cyrus, junto con la banda Flaming Lips, Miley Cyrus & Her Dead Petz Tour de 2015. Asimismo, la canción fue interpretada el 11 de mayo de 2017 durante el festival Wango Tango en Los Ángeles. Poco después volvió a interpretar dicha canción durante el programa “Today Show” en Nueva York, vestida de blanco nuevamente. Ambas presentaciones estuvieron relacionadas con la promoción del nuevo sencillo de la cantante «Malibu». Del mismo modo, volvió a interpretar el sencillo durante el festival KTUphoria en el Jones Beach Theater en Wantagh (Nueva York). El 11 de junio Cyrus actuó en el festival iHeartSummer en Miami, interpretando la canción con la misma temática que venia haciendo en presentaciones anteriores. Al día siguiente, la cantante volvió a interpretar en sencillo durante un concierto perteneciente a las fiestas del Orgullo Gay de Washington D.C. Poco después actuó en el BLI Summer Jam en Nueva York, donde volvió a interpretar el sencillo. Del mismo modo, volvió a actuar, esta vez en el Kiss108 Concert en Boston.
El 25 de mayo de 2019 Cyrus se presentó como cabeza de cartel del festival de música británico BBC Radio 1 Big Weekend, donde interpretó además del sencillo junto con la cantante inglesa Charli XCX, sus grandes éxitos y tres nuevas canciones.

## Versiones de otros artistas
El miércoles 3 de julio de 2013, los cantantes estadounidenses, Rebecca Black y Jon D lanzaron en YouTube un video donde interpretan «We Can't Stop» en versión acústica. La canción fue lanzada en formato digital el 30 de junio de 2013 en la tienda de contenidos multimedia, iTunes. El jueves 4 de julio de 2013 se dio a conocer un remix de «We Can't Stop», el cual cuenta con la colaboración de la rapera estadounidense Khia, quien lo publicó en su cuenta personal de SoundCloud. En dicho remix se encuentra un verso de la cantante Khia con frases como «Popping y twerking, ella es la chica mierd* ahora, wow» y «Hannah Montana, es una chica grande ahora», hacen referencia a que su alter ego Hannah Montana ha quedado en el pasado. Al respecto Cyrus escribió en su cuenta oficial de Twitter lo siguiente: «Espera un minuto. Todos han versionado [We] Can't Stop, pero esta mierd* por mucho es mi favorita, Hell yeahhhhhh @QueenKhia». La canción ha tenido críticas mixtas por parte de los críticos y los fanáticos de Cyrus. Algunas personas han señalado que la rapera «asesinó» la canción con su verso, pero Carolyn Menyes del sitio web Mstarz describe a la pista como «impecable». El 16 de agosto de 2013, el cantante estadounidense Jay-Z publicó en su cuenta personal de SoundCloud un nuevo remix titulado We Can't Stop (DJ Scooter Twerk Remix), donde aparecen extractos de su canción Somewhere In America, donde el rapea frases como: «Cause somewhere in America Miley is still twerking, twerk, Miley, twerk, Miley, only in America». El 9 de septiembre, la banda británica Bastille, realizó una nueva versión de la canción en la estación de radio de British Broadcasting Corporation (BBC). Esta versión se ubicó en el puesto nueve de los mejores covers del 2013 de dicha estación.

## Controversias
Letra
Solo días después del estreno de «We Can't Stop», los medios comenzaron a hacer preguntas sobre el contenido de la canción. Las frases que generaron polémica fueron «dancing with Molly», y «get a line», que traducidas al español significan «bailando con Molly», y «obtener una línea» respectivamente. Estas frases generaron controversia debido a que "Molly" es un término urbano utilizado para referirse al éxtasis, y la palabra "línea" se refiere a una línea de cocaína. Cyrus confesó al periódico británico Daily Mail que la canción en realidad si se refiere a las drogas pero «depende de quién la escuche. Si es una niña de diez años, oirá "bailando con Miley", pero si es alguien que lo ha probado sabrá de qué estoy hablando». Y finalmente declaró: «He crecido, y si buscas mi nombre en Google verás el tipo de cosas que hago ahora, y de eso habla la canción».
Video musical
En cuanto al vídeo musical, este comenzó a generar polémica desde su lanzamiento por el contenido sexual que tenía el video. Las escenas que más causaron desconcierto a los medios fueron las que mostraban a Cyrus usando diminutos atuendos, coqueteando con algunas bailarinas, mientras bailaba twerking. Asimismo generó confusión las partes del vídeo que mostraban humo que salía disparando desde la entrepierna de los bailarines, una piñata llena de cigarrillos con cannabis (porros), y la cantante besando un torso masculino en un sofá.
Presentación en los MTV Video Music Awards 2013
La presentación de Cyrus durante los MTV Video Music Awards 2013 fue la más criticada de la premiación, ya que durante su actuación, la cantante bailó twerking con osos de peluche y bailes eróticos junto con sus bailarinas y con el cantante Robin Thicke. Esta actuación recibió críticas muy negativas, ya que para los espectadores fue «un baile algo subido de tono» y «grotesco». La polémica creció más porque días después de la presentación el empresario Steve Chmelar, conocido como el inventor del dedo de espuma criticó a la cantante por haber utilizado un dedo de espuma durante su actuación. El empresario comentó: «Ella usó un ícono honorable, que es muy visto en lugares deportivos en todas partes y lo degradó [...] Por fortuna, el dedo de espuma ha existido hace tanto tiempo que podrá sobrevivir a este incidente. Y sobre Cyrus, esperemos que pueda salir de esta situación y también sobreviva». Las críticas negativas no terminaron, ya que la Fundación Teddy Bear criticó la utilización de los osos de peluche en su actuación, un representante de esta fundación declaró a TMZ que: «Miley hizo una mala elección al usar a los osos, universalmente amados por los niños, de una manera ofensiva. Siempre hay un buen arte y una mal arte, desafortunadamente esto fue malo». Asimismo el Consejo de Padres de Televisión (PTC) criticó severamente las actuaciones de Cyrus y Lady Gaga comentando que: «MTV ha logrado una vez más la comercialización de mensajes con carga sexual a menores de edad con ex estrellas infantiles y anuncios de condones, mientras falsamente clasifica este programa de apropiado para jóvenes de 14 años. Esto es inaceptable». A pesar de que la mayoría de los artistas criticaron duramente la actuación de Cyrus, la cantante Lady Gaga le brindó su apoyo, al comentar que: «No quiero juzgar a Miley Cyrus. Generalmente las personas necesitan iluminarse acerca de la música pop. Se trata de entretenimiento. Está aquí para hacerte sonreír y hacerte feliz. Especialmente en Estados Unidos hay una resistencia excesiva de las artistas, y no quiero contribuir a eso».
Demanda judicial
En 2018, el artista jamaicano Flourgon presentó una demanda en contra de Cyrus por $300 millones de dólares, afirmando que «We Can't Stop» es un plagio de su canción «We Run Things» de 1988, alegando que la cantante utilizó los versos "We Run Things/Things no run we" en «We Can't Stop» como "We run things/Things don't run we". Adicionalmente, Flourgon exige que «se detengan de inmediato todas las ventas y presentaciones futuras de la canción» de la canción de Cyrus.

## Formatos y lista de canciones
| Mundo - Descarga digital |                                     |          |  |
| N.º                      | Título                              | Duración |  |
| 1.                       | «We Can't Stop» (Versión del álbum) | 3:43     |  |

| Japón & Reino Unido - Sencillo en CD/Descarga digital |                                        |          |  |
| N.º                                                   | Título                                 | Duración |  |
| 1.                                                    | «We Can't Stop»                        | 4:00     |  |
| 2.                                                    | «We Can't Stop» (Versión instrumental) | 3:57     |  |

## Posicionamiento en listas
| País (Lista 2013)                               | Mejor posición | Ref     |
| ----------------------------------------------- | -------------- | ------- |
| Alemania (Media Control Charts)                 | 16             | [ 185 ] |
| Australia (Listas musicales de Australia)       | 4              | [ 19 ]  |
| Australia (Digital Tracks)                      | 4              | [ 186 ] |
| Austria (Ö3 Austria Top 40)                     | 8              | [ 15 ]  |
| Brasil (Billboard Brasil Hot 100)               | 2              |         |
| Brasil (Billboard Brasil Pop Songs)             | 3              |         |
| Bélgica - Flandes (Ultratop 50)                 | 20             | [ 187 ] |
| Bélgica - Valonia (Ultratop 50)                 | 11             | [ 188 ] |
| Canadá (Canadian Hot 100)                       | 3              | [ 17 ]  |
| Canadá (Canadian Digital Tracks)                | 2              | [ 189 ] |
| Corea del Sur (Gaon Chart)                      | 23             | [ 190 ] |
| Croacia (Croatian Airplay Radio Chart)          | 52             | [ 191 ] |
| Dinamarca (Tracklisten)                         | 11             | [ 192 ] |
| Escocia (The Official Charts Company)           | 1              | [ 12 ]  |
| Eslovaquia (IFPI)                               | 19             | [ 193 ] |
| España (PROMUSICAE)                             | 5              | [ 26 ]  |
| Estados Unidos (Adult Pop Songs)                | 40             | [ 194 ] |
| Estados Unidos (Billboard Hot 100)              | 2              | [ 14 ]  |
| Estados Unidos (Dance/Club Play Songs)          | 34             | [ 195 ] |
| Estados Unidos (Digital Songs)                  | 2              | [ 80 ]  |
| Estados Unidos (On-Demand Songs)                | 4              | [ 196 ] |
| Estados Unidos (Pop Songs)                      | 9              | [ 100 ] |
| Estados Unidos (Radio Songs)                    | 15             | [ 197 ] |
| Estados Unidos (Ringtones)                      | 7              | [ 198 ] |
| Estados Unidos (Songs Of The Summer)            | 4              | [ 199 ] |
| Estados Unidos (Streaming Songs)                | 1              | [ 79 ]  |
| Finlandia (IFPI)                                | 15             | [ 200 ] |
| Francia (SNEP)                                  | 26             | [ 201 ] |
| Indonesia                                       | 1              | [ 13 ]  |
| Irlanda (Irish Singles Chart)                   | 7              | [ 23 ]  |
| Israel (Media Forest)                           | 2              | [ 16 ]  |
| Italia (FIMI)                                   | 33             | [ 202 ] |
| Japón (Japan Hot 100)                           | 7              | [ 27 ]  |
| Líbano (The Official Lebanese Top 20)           | 10             | [ 25 ]  |
| Líbano (The Official Lebanese Top 20 - English) | 10             | [ 203 ] |
| México (Monitor Latino)                         | 7              | [ 24 ]  |
| Noruega (VG-lista)                              | 3              | [ 18 ]  |
| Nueva Zelanda (RIANZ)                           | 1              | [ 10 ]  |
| Países Bajos (MegaCharts)                       | 48             | [ 74 ]  |
| Países Bajos (Media Markt Top 40)               | 4              | [ 20 ]  |
| Reino Unido (The Official UK Charts Company)    | 1              | [ 11 ]  |
| Reino Unido (Digital Chart)                     | 1              | [ 108 ] |
| República Checa (IFPI)                          | 9              | [ 204 ] |
| Rumania (Airplay 100)                           | 86             | [ 205 ] |
| Sudáfrica (Mediaguide)                          | 5              | [ 22 ]  |
| Suecia (Sverigetopplistan)                      | 5              | [ 21 ]  |
| Suiza (Schweizer Hitparade)                     | 19             | [ 206 ] |
| Ucrania (FDR Charts)                            | 15             | [ 207 ] |

| País (Lista 2013)                  | Mejor Posición | Ref     |
| ---------------------------------- | -------------- | ------- |
| Canadá                             | 32             | [ 208 ] |
| Estados Unidos (Digital Songs)     | 16             | [ 209 ] |
| Estados Unidos (Billboard Hot 100) | 17             | [ 210 ] |
| Estados Unidos (On-Demand Songs)   | 16             | [ 211 ] |
| Estados Unidos (Streaming Songs)   | 5              | [ 212 ] |
| Dinamarca (Streaming Tracklisten)  | 44             | [ 213 ] |
| España (Streaming Songs)           | 100            | [ 214 ] |
| Indonesia                          | 15             | [ 215 ] |
| Reino Unido                        | 28             | [ 216 ] |

## Certificaciones
| País (Organismo certificador) | Certificaciones     | Ventas certificadas | Ref.    |
| ----------------------------- | ------------------- | ------------------- | ------- |
| Alemania (BVMI)               | Oro                 | 150 000             | [ 218 ] |
| Australia (ARIA)              | 7× Platino          | 490 000             | [ 30 ]  |
| Austria (IFPI)                | Oro                 | 15 000              | [ 219 ] |
| Brasil (Pro-Música Brasil)    | 2× Diamante         | 320 000             | [ 220 ] |
| Canadá (CRIA)                 | 4× Platino          | 320 000             | [ 31 ]  |
| Dinamarca (IFPI)              | Platino             | 30 000              | [ 32 ]  |
| Dinamarca (IFPI)              | Platino (Streaming) | —                   | [ 222 ] |
| Estados Unidos (RIAA)         | 8× Platino          | 8 000               | [ 29 ]  |
| España (PROMUSICAE)           | 2× Platino          | 120 000             | [ 223 ] |
| Italia (FIMI)                 | Platino             | 30 000              | [ 224 ] |
| México (AMPROFON)             | Platino             | 60 000              | [ 225 ] |
| Noruega (IFPI)                | 7× Platino          | 420 000             | [ 226 ] |
| Nueva Zelanda (RMNZ)          | 3× Platino          | 90 000              | [ 34 ]  |
| Reino Unido (BPI)             | 2× Platino          | 1 200 000           | [ 35 ]  |
| Suecia (GLF)                  | 3× Platino          | 120 000             | [ 33 ]  |
| Suiza (IFPI Switzerland)      | Oro                 | 15 000              | [ 227 ] |
| Venezuela (AVINPRO)           | Platino             | 30 000              | [ 228 ] |

## Premios y nominaciones
El sencillo «We Can't Stop» recibió varias nominaciones en distintas ceremonias de premiación. A continuación, una lista de las candidaturas que obtuvo:
| Año                          | Premiación                                 | Categoría                         | Resultado | Ref.    |
| ---------------------------- | ------------------------------------------ | --------------------------------- | --------- | ------- |
| 2013                         | Billboard Mid-Year Music Awards            | Mejor vídeo musical               | Ganador   | [ 40 ]  |
| 2013                         | VEVO Certified                             | 100 millones de reproducciones    | Ganador   | [ 132 ] |
| 2013                         | Teen Choice Awards                         | Canción del verano                | Ganador   | [ 229 ] |
| 2013                         | Teen Choice Awards                         | Mejor canción de artista femenina | Nominada  | [ 229 ] |
| 2013                         | MTV Video Music Awards                     | Mejor vídeo femenino              | Nominada  | [ 230 ] |
| 2013                         | MTV Video Music Awards                     | Mejor vídeo pop                   | Nominada  | [ 230 ] |
| 2013                         | MTV Video Music Awards                     | Mejor edición                     | Nominada  | [ 230 ] |
| 2013                         | MTV Video Music Awards                     | Canción del verano                | Nominada  | [ 230 ] |
| 2013                         | Capricho Awards                            | Hit internacional                 | Nominada  | [ 231 ] |
| 2013                         | Capricho Awards                            | Mejor video                       | Nominada  | [ 231 ] |
| 2013                         | YouTube Music Awards                       | Vídeo del año                     | Nominada  | [ 232 ] |
| 2013                         | Premios Telehit                            | Video más popular en Telehit      | Nominada  | [ 233 ] |
| 2013                         | Mix FM Awards                              | Canción del Año                   | Ganador   | [ 234 ] |
| 2014                         |                                            |                                   |           |         |
| World Music Awards           | Mejor canción del mundo                    | Nominada                          | [ 235 ]   |         |
| World Music Awards           | Mejor vídeo del mundo                      | Nominada                          | [ 236 ]   |         |
| MTV Video Music Awards Japan | Mejor vídeo femenino                       | Ganador                           | [ 237 ]   |         |
| Billboard Music Awards       | Mejor vídeo                                | Nominada                          | [ 238 ]   |         |
| Latin Music Italian Awards   | Mejor vídeo femenino internacional del año | Ganadora                          | [ 239 ]   |         |

## Historial de lanzamientos
| País        | Fecha                    | Formato          | Discográfica | Ref.    |
| ----------- | ------------------------ | ---------------- | ------------ | ------- |
| Mundial     | 3 de junio de 2013       | Descarga digital | RCA          | [ 1 ]   |
| Reino Unido | 4 de agosto de 2013      | Descarga digital | RCA          | [ 240 ] |
| Reino Unido | 6 de septiembre de 2013  | Sencillo en CD   | RCA          | [ 184 ] |
| Japón       | 17 de septiembre de 2013 | Sencillo en CD   | RCA          | [ 183 ] |

## Créditos y personal
- Miley Cyrus: voz, composición
- Mike Will Made It: producción, mezcla y composición
- Ricky Walters, Pierre Ramon Slaughter, Timothy Thomas, Theron Thomas y Douglas Davis: Composición
- P-Nasty: Coproductor
- Chris "Tek" O'Ryan: Ingeniero
- Jaycen Joshua: Mezcla
- Rock City: Productor vocal
- Ruben Rivera, Stephen Hybicki y Tim Roberts: Masterización
- Trehy Harris, Eva Reistad y Mike Gaydusek: Asistentes

Fuente: Discogs.